# The Skylight Room
The Skylight Room è un film muto del 1917, diretto da Martin Justice e prodotto dalla Vitagraph Company of America.
La sceneggiatura di Katherine S. Reed si basa sul racconto The Skylight Room di O. Henry, pubblicato nel 1903 in The Four Million.

## Trama
A New York, la bella e delicata Elsie Leeson affitta per pochi soldi uno stanzino nella soffitta della pensione della signora Parker e sogna tutte le notti una vita migliore contemplando le stelle nel cielo, soprattutto la sua stella preferita che lei ha soprannominato Billy Jackson. Elsie, per vivere, lavora come dattilografa ma il lavoro va male e lei finisce per restare senza un soldo. Affamata e debilitata, una sera, ammirando le stelle, Elsie cade svenuta per terra. Viene trova da una vicina e trasportata in ospedale dove, come riporta il giornale del giorno dopo, viene curata da un interno che risponde al nome di Billy Jackson.

## Produzione
Il film fu prodotto dalla Vitagraph Company of America (come Broadway Star Features).

## Distribuzione
Distribuito dalla General Film Company, il film - un lungometraggio di quattro bobine - uscì nelle sale cinematografiche statunitensi il 24 novembre 1917.